# 三瀬の変
三瀬の変（みせのへん）は、天正4年11月25日（1576年12月15日）に伊勢国三瀬御所の北畠具教や同国田丸城に招かれていた長野具藤らが同日に襲撃され、討死した事件である。

## 情勢
永禄12年（1569年）、織田信長は伊勢国に兵を進めて、伊勢国司9代目北畠具房と戦い、大河内城の戦いで北畠家を追い詰めた。和睦の条件として信長は次男茶筅丸（後の織田信雄）と具房の妹の雪姫を婚姻させ、茶筅丸を北畠氏の養継嗣とさせる事に成功。元亀元年（1570年）に具房の父具教は出家して不智斎と号し三瀬御所（現三重県多気郡大台町）に隠居した。
元亀3年（1572年）に茶筅丸は元服し北畠具豊と改名、同時に雪姫と正式に婚姻の上大河内城を廃して田丸城を新たに本拠とした。天正3年（1575年）には信長の圧力によって具房も隠居に追い込まれ、具豊は信意と改名し北畠家10代目当主となる。これで名実共に北畠家を掌握したかに思われた織田氏であったが、具教と立場を失ったその側近達は心服しておらず、元亀4年（1572年）3月に具教は西上作戦の途上であった武田信玄の陣に鳥屋尾満栄を遣わせ、信玄上洛の際には船を出して協力するという密約を結んでいた。
この事は天正4年（1576年）には信長も知るところとなっており、この年の正月の挨拶に岐阜城に訪れた満栄を信長は待たせたまま対応せず、満栄が帰ろうとした所でわざわざ呼び戻し、進物を庭の白洲に置かせ満栄を座らせたままで縁側で刀を抜くなど挑発的な行動を見せたという。同年夏には信意が紀伊国熊野攻略を狙ったものの堀内氏善の反撃で逆に加藤甚五郎を討たれ、紀伊長島城を失うという失態を演じたが、熊野勢には元は伊勢国司の家臣であった者もいたためさらに対立は深まった。

## 事件の経過

### 三瀬御所
天正4年（1576年）11月、信長・信意親子は北畠一族の抹殺を画策。信長は藤方朝成・長野左京亮・奥山知忠の3名を呼び出し領地の朱印を与えて誓紙を書かせ、具教殺害を指示した。この内、奥山知忠は病と称して出家してしまい直前で計画から外れたが、長野左京進は参加し、また藤方朝成も直接の参加は避けたものの結局は家臣の軽野左京進を参加させた。
11月25日、滝川雄利・柘植保重・長野左京進の3名の軍勢が三瀬御所を包囲。内通していた具教の近習である佐々木四郎左衛門が長野ら3人を通し、具教に面通りさせると長野がいきなり槍で具教を突き、具教はこれを躱して太刀で反撃しようとしたが佐々木に細工された太刀は抜くことが出来ずそのまま討ち果たされた。
しかし一説には具教は19人を斬り殺し、100人に傷を負わせたという。その後、長野左京亮によって討ち果たされた。享年49。
その後、三瀬御所に討ち入った軍勢によって具教の四男・徳松丸、五男・亀松丸らも殺害され、北の方（具教正室）らも走って逃げようとするなど御所内は混乱状態となった。
三瀬御所では具教と2人の子の他に北畠家臣14人の武将が殺害され、30人余りの家人もそれに殉じた。

### 田丸城
一方で信意も同日（11月25日）に北畠家臣やその一門を一斉に集め、この機を逃さず根絶やしにしようと計画していた。まず、朝に饗応の席と偽って田丸城へと呼び出した長野具藤（具教次男）・北畠親成（具教三男）・坂内具義（具教娘婿）の3名を招き入れて、やがて信意が合図の鐘を鳴らすと城内の北畠家臣の抹殺を命じた。日置大膳亮・土方雄久・森雄秀・津田一安・足助十兵衛尉・立木久内らが一斉に組み付いて長野具藤・北畠親成・坂内具義を刺し殺すと、そのまま城内にいた坂内千松丸（具義長男）や波瀬具祐・岩内光安らも殺された。
更に病の治療のために田丸に滞在していた大河内具良（教通）も標的となり、見舞いと偽って訪れた柘植保重・小川久兵衛尉が刺客となって具良を殺害した。翌日11月26日には天野雄光・池尻平九衛門尉の2人が坂内具房（具義父）らが寄る坂内御所に到着したが、既に城内では坂内の家臣たちが謀反を起こして具房を殺しており、坂内御所は具房の首を天野・池尻に差し出して降伏した。これらの知らせを聞いた田丸直昌も北畠一門の家柄であったので防備を固め警戒したが、直昌を殺すつもりは無かったのでこれは信意が使者を送って宥めた。
田丸城に呼び出された北畠一門の中で助命されたのは信意の養父ということになっていた北畠具房ただ一人であり、具房の身柄は変後滝川一益預かりとなって長島城に幽閉された。

### 変後の戦い
一連の粛清の手を逃れた北畠の将たちは北畠政成の守る防御能力の高い霧山城（多気御所）に集結し抵抗を試みたが、信長は即座に羽柴秀吉・神戸信孝・関盛信ら15,000の兵を送り込んで霧山城を包囲。12月4日には霧山城は陥落して守将の北畠政成・波瀬具通らが自害して果てた。霧山城下は灰燼と化し、霧山城も焼け落ちたのでそのまま廃城となった。同年12月15日には信意の側近で変にも参加していた津田一安が信長の命を受けた日置大膳亮によって田丸城の普請場で斬殺されている。
その後、一族誅殺の報を聞いて激怒した具教の弟である奈良興福寺東門院院主が伊賀に潜伏し、そこで還俗して北畠具親を名乗り挙兵。天正5年（1577年）に鳥屋尾満栄・家城之清ら北畠旧臣の協力を得て三瀬谷・河俣谷・多気・小倭衆らの在地武士と飯高郡森城に旗揚げしたが、信意麾下の日置大膳亮・日置次太夫兄弟らによって年内にはこの反乱も鎮圧され、具親は毛利輝元を頼って安芸国にまで亡命した。
これによって信意の伊勢掌握の妨げになっていた旧北畠具教・具房家臣の一門一派はほぼ伊勢から駆逐され、要衝には信意の側近たちが配置される事となり織田氏による北畠氏簒奪が完了した。

## 討死、自害した主な人物

### 三瀬御所
- 北畠具教（不智斎）
- 北畠徳松丸 - 北畠具教四男
- 北畠亀松丸 - 北畠具教五男
- 大橋長時
- 松田之信
- 上杉頼義
- 南部教長
- 奥村秀長
- 安藤定勝
- 松永之光
- 蕀木秀隆
- 北條教光
- 大垣秀教
- 斎藤森清
- 設楽義教
- 鬼頭通方
- 吉田是重

### 田丸城
- 長野具藤 - 北畠具教次男
- 北畠親成 - 北畠具教三男
- 坂内具義
- 小坂御前 - 坂内具義室、北畠具教娘
- 坂内千松丸 - 具義長男
- 大河内具良（教通）
- 田村具清
- 波瀬具祐
- 岩内光安

|  |